# 孫きょう
孫 きょう（そん きょう、1989年10月13日 - ）は、日本の女性モデル。主にギャルママ雑誌『I LOVE mama〔アイラブママ〕』への露出から著名。同誌の専属モデルを務める。
中華人民共和国大連市出身、埼玉県在住。168センチメートル、47.6キログラム。AB型。元109店員で、2009年に長男を出産し一児の母となり、以降“ママモデル”として活動。“きょうちゃん”の愛称がある。
野田華子、木口千佳、大工原里美、および日菜あこなどと並ぶ、アイラブママ誌の代表的なモデルの一人。雑誌『PopSister〔ポップシスター〕』のモデルとして知られるソンイは双子の妹にあたる。

## 来歴
アイラブママ誌の専属モデルとして活動。その傍ら、日本テレビ系『PON!』内『きょう行く教育いい〜んです!』に2011年10月から出演を始め、翌2012年の3月に至るまで継続して隔週レギュラーを務めた。2012年は自身初のミュージックビデオ出演を行った年でもあり、アイラブママ誌の表紙を初めて飾った年でもあり、さらには日本メンズファッション協会が新たに発起した『渋谷ストリート・ベストドレッサー賞』の初代受賞者となった年でもあった。アイラブママ誌がリニューアルを遂げた2013年・2月号ではさっそく息子とともに表紙に登場。同年には自身がデザインを担うファッションブランド「IDIOM（イディオム）」が発足している。

## 出演

### 雑誌
- 『I LOVE mama』 専属

### テレビ
- 『PON!』（日本テレビ、2011年10月7日 - 2012年3月30日、金曜日レギュラー隔週出演）[21]
- 『プリママ』（2011年4月 - 2012年12月、KBS京都/テレビ神奈川/サンテレビ）[22] 共/仲本沙織、日菜あこ、野田華子、大工原里美、木口千佳、新井千佳、白井ゆかり、白戸彩花、鈴木明理[23]
- インターネットテレビ番組『内村さまぁ〜ず』

### その他
- ミュージックビデオ：「愛の言葉 〜True Story〜」（MIHIRO、2012年2月22日発売のアルバム『Cry For You』収録楽曲） 共/丸山慧子、井上乃帆[24]
- 広告：『Eye❤matsuge』 イメージモデル[25]
- ネット番組：『ギャルトーク天国』（TBSテレビ、2011年12月20日） 共/川端かなこ、細井宏美、鈴木あや、寿るい、今泉宏美、てんちむ、日菜あこ、山本優希、板橋瑠美、鈴木奈々、西川瑞希[26]

## 受賞歴
- 渋谷ストリート・ベストドレッサー賞 （2012年） ※初代受賞者[18]